# Luigi Maria Cardelli
Luigi Maria Cardelli OFM (* 28. August 1777 in Rom; † 11. Juni 1868 ebenda) war ein italienischer Geistlicher und Erzbischof von Izmir.

## Leben
Er trat in den Orden der Franziskaner-Observanten ein und legte am 5. Dezember 1794 die Ordensgelübde ab. Nachdem er in die Levante entsandt worden war, ließ er sich im Dezember 1807 in Konstantinopel nieder. Dort wurde Luigi Maria Cardelli Pfarrer von Santa Maria Draperis und am 20. März 1812 Apostolischer Präfekt.
Durch die Kongregation Propaganda Fide wurde Luigi Maria Cardelli am 14. September 1815 zum Apostolischen Vikar und mit Dekret vom 18. Dezember 1817 am 18. März 1818 zum Lateinischen Erzbischof von Smyrna (Izmir) ernannt. Die Bischofsweihe spendete ihm am 29. Juni desselben Jahres in Chios Francesco Saverio Dracopoli, Bischof von Chios. In Izmir musste Luigi Maria Cardelli sich den Auswirkungen des Griechischen Unabhängigkeitskampfes stellen. Am 16. November 1829 reichte er sein Rücktrittsgesuch ein, dem erst am 29. August 1832 stattgegeben wurde. Am selben Tage wurde er zum Titularerzbischof von Achrida ernannt. Danach war er ab dem 11. November 1835 Konsultor der Kongregation Propaganda Fide, ab dem 6. März 1839 Konsultor des Heiligen Offiziums und ab dem 30. April 1842 Prälat der Kongregation für die kirchliche Immunität. Schließlich wurde er am 27. Mai 1838 Kanoniker der Vatikanbasilika, was er bis zu seinem Tode blieb.